# Lüdenscheid
Lüdenscheid è una città di 71 230 abitanti della Renania Settentrionale-Vestfalia, in Germania.
Appartiene al distretto governativo (Regierungsbezirk) di Arnsberg ed è capoluogo del circondario della Marca (targa MK).
Lüdenscheid si fregia del titolo di "Grande città di circondario" (Große kreisangehörige Stadt).
Data la rivalità fra i tifosi del Borussia Dortmund e dello Schalke 04, i tifosi biancoblu, per non nominare la città di Dortmund, si riferiscono a "Ludenscheid Nord", dato che la cittadina si trova a sud della città che ospita la squadra giallonera